# Biggest Mistake
«Biggest Mistake» —en español: «El error más grande»— es una canción de la banda británica The Rolling Stones de su álbum del año 2005 A Bigger Bang. Fue lanzada el 21 de agosto de 2006 como el tercer sencillo del álbum, y alcanzó el puesto #51 en el Reino Unido.
Acreditada a Mick Jagger y Keith Richards, la pista es una canción pop que cuenta la historia de un hombre mayor que se enamora apasionadamente pero termina abandonando a su compañera. Es posible que sea trate de la relación fallida entre Jagger y la modelo Jerry Hall.
A finales de julio del 2006, la canción recibió una amplia difusión radial, sobre todo en la BBC Radio 2, donde permaneció en la Lista A de reproducción durante cuatro semanas.

## Personal
Acreditados:
- Mick Jagger: voz, guitarra eléctrica, guitarra acústica, coros
- Keith Richards: guitarra eléctrica, guitarra acústica, coros
- Ron Wood: guitarra eléctrica
- Charlie Watts: batería
- Darryl Jones: bajo
- Chuck Leavell: órgano

## Posicionamiento en las listas
| Lista (2006)                       | Mejor posición |
| ---------------------------------- | -------------- |
| Alemania (Media Control AG)        | 94             |
| Italia (FIMI)                      | 27             |
| Países Bajos (Mega Single Top 100) | 77             |
| Reino Unido (UK Singles Chart)     | 51             |

## Lista de canciones
- CD

1. «Biggest Mistake» - 4:07
2. «Dance (Pt. 1) (en vivo)» - 6:01 (Olympia, París, 11 de julio de 2003)
3. «Before They Make Me Run (en vivo)» - 3:54 (Olympia, París, 11 de julio de 2003)

- 7"

1. «Biggest Mistake» - 4:07
2. «Hand of Fate (en vivo)» (Olympia, París, 11 de julio de 2003)